# Göran Lundström (maskör)
Göran Valdemar Lundström, född 2 november 1967 i Engelbrekts församling i Stockholm, är en svensk maskör.
Göran Lundström är son till en ingenjör. Han är självlärd maskör och har arbetat både med svenska och internationella film- och TV-produktioner. Han är specialiserad på effektsmink och maskeffekter.
Tillsammans med Pamela Goldammer och Erica Spetzig gjorde han maskerna i den svenska filmen Gräns 2018. För sin insats tilldelades de Guldbaggen för bästa mask/smink vid Guldbaggegalan 2019. Lundström och Goldammer nominerades även till en Oscar för bästa smink vid Oscarsgalan 2019. Lundström har även arbetat som maskör i den amerikanska TV-serien True Detective och i filmer som X-Men: First Class (2011) och Rogue One: A Star Wars Story (2016).